# Hermann Linkenbach
Hermann Linkenbach (ur. 8 kwietnia 1889 w Barmen, obecnie Wuppertal, zm. 30 czerwca 1959 w Hamburgu) – niemiecki jeździec sportowy,  medalista olimpijski z Amsterdamu.
Zawody w 1928 były jego jedynymi igrzyskami olimpijskimi. Brał udział w konkursach w dresażu indywidualnie i drużynowo. Indywidualnie zajął 6. miejsce. Drużynowo zdobył mistrzostwo olimpijskie. Drużynę tworzyli również Carl-Friedrich von Langen i Eugen von Lotzbeck.
W czasie II wojny światowej służył w Wehrmachcie w stopniu generała brygady (Generalmajor). Został odznaczony Krzyżem Żelaznym I i II klasy. Pod koniec wojny był komendantem Triestu.